# Grzymiradz
Grzymiradz (Duits: Grünrade) is een plaats in het Poolse district  Myśliborski, woiwodschap West-Pommeren. De plaats maakt deel uit van de gemeente Dębno en telt 223 inwoners.